# ピーター・L・バーガー
ピーター・ラドウィグ・バーガー（Peter Ludwig Berger、1929年3月17日 - 2017年6月27日）は、アメリカの社会学者・神学者。ボストン大学名誉教授。トーマス・ルックマンとの共著『現実の社会的構成』（1966年）で知られる。

## 来歴
バーガーはオーストリアのウィーンにユダヤ系として生まれた。第二次世界大戦の直後に、ナチスから逃れるためにアメリカ合衆国に移住した。1949年、ニューヨークの私立大学ワーグナー・カレッジを卒業。ニューヨークのニュースクール・フォー・ソーシャル・リサーチ（New School for Social Research）に進学し、1950年にM.Aを取得、1952年にPh.D.を取得した。
1955年から1956年までドイツの都市バート・ボルのプロテスタント学校に勤務した後、1956年から1958年までノースカロライナ大学助教授。1958年から1963年までハートフォード神学校の助教授。その後、ニュースクール・フォー・ソーシャル・リサーチ、ラトガース大学、ボストンカレッジの教授職を歴任した。1981年以降はボストン大学教授として社会学と神学を教えた。1985年以降、同大学附属の経済文化研究所Institute for the Study of Economic Cultureにも勤務。世界各地の経済的発展と社会文化的変化の関係を包括的に研究している。バーガーの作品はいわゆる現象学的社会学ないし理解社会学の思潮に属している。バーガーはこの考え方をニュースクール・フォー・ソーシャル・リサーチ時代に教授であったアルフレッド・シュッツから学んだ。
トーマス・ルックマンも当時の学友である。なおバーガーの亡くなる4日前に、『故郷喪失者たち』『社会学再考』の共著者ケルナーも亡くなっている。ケルナーはバーガーの妻の弟で(ピーター・バーガー『退屈させずに世界を説明する方法』森下伸也訳、2015年、新曜社,ｐ.103）、バーガーの息子トーマス・バーガーが大学時代にフランクフルト大学（ヨハン・ヴォルフガング・ゲーテ大学）に留学した際の受け入れ教員でもある。

## 理論
おそらくバーガーの見解で最も有名なものは〈社会的現実は意識の一形態である〉という主張であろう。社会と個人の関係についての考察がバーガーの著作の中心を占めている。バーガーは主著『現実の社会的構成』において、「社会とは客観的現実であり、主観的現実でもある」とする社会理論を展開している。主観的現実としての社会についての彼の分析によれば、個人が現実を把握するプロセスは、その個人の社会構造との相互作用によって作り出される。バーガーは、新しい見解や発明がどのようにしてわれわれの現実となっていくのか（バーガーの言い方では「物化reification」）について書いている。
バーガーは1980年代後半までに、宗教（旧来のものもニューエイジ・ムーブメントも含む）はまだ健在であり、多くの場合以前よりかなり活発になっていることを公に認めるようになった。ただしバーガーは、多元主義とグローバリゼーションの進展によって個人の信仰のあり方が根本的に変化したため、宗教があらかじめ受け容れられているものから個人が探究し嗜好に応じて選択するものに変わったと述べている。
合理的選択理論に想を受けて、宗教的な「企業」（教会）と「消費者」（信仰する個人）の行動を説明しようとする宗教社会学の「新しいパラダイム」の勃興にも拘わらず、バーガーの思考は今日なお宗教社会学において多くの影響を保っている。代表的な研究者として、ボストン大学の同僚であるロバート・ヘフナー（Robert Hefner）、教え子であるマイケル・プレクホン（Michael Plekhon）、ナンシー・アママン（Nancy Ammerman）、愛弟子でベイラー大学ドーソン政教研究所所員のクリストファー・マーシュ（Christopher Marsh）など。

## 主要著作

### 単著
- The Noise of Solemn Assemblies: Christian Commitment and the Religious Establishment in America, (Doubleday, 1961).
- The Precarious Vision: A Sociologist Looks at Social Fictions and Christian Faith, (Doubleday, 1961).
- Invitation to Sociology: A Humanistic Perspective, (Doubleday, 1963).

水野節夫・村山研一訳『社会学への招待』（思索社, 1979年／新思索社, 1995年） ISBN 4783511780
- The Sacred Canopy: Elements of a Sociological Theory of Religion, (Doubleday, 1967).

薗田稔訳『聖なる天蓋――神聖世界の社会学』（新曜社, 1979年）
- A Rumor of Angels: Modern Society and the Rediscovery of the Supernatural, (Doubleday, 1969).

荒井俊次訳『天使のうわさ――現代における神の再発見』（ヨルダン社, 1982年）
- The Social Reality of Religion, (Faber, 1969).
- Pyramids of Sacrifice: Political Ethics and Social Change, (Basic Books, 1974).

加茂雄三他訳『犠牲のピラミッド――第三世界の現状が問いかけるもの』（紀伊國屋書店, 1976年）
- Protocol of a Damnation: A Novel, (Seabury Press, 1975).
- Facing up to Modernity: Excursions in Society, Politics, and Religion, (Basic Books, 1977).
- Heretical Imperative: Contemporary Possibilities of Religious Affirmation, (Anchor Press/Doubleday, 1979).

薗田稔・金井新二訳『異端の時代――現代における宗教の可能性』（新曜社, 1987年）
- Modernisation and Religion, (Economic and Social Research Institute, 1981).
- The Capitalist Revolution: Fifty Propositions about Prosperity, Equality, and Liberty, (Basic Books, 1986).
- A Far Glory: The Quest for Faith in an Age of Credibility, (Free Press, 1992).
- Redeeming Laughter: The Comic Dimension of Human Experience, (Walter de Gruyter, 1997).

森下伸也訳『癒しとしての笑い――ピーター・バーガーのユーモア論』（新曜社, 1999年） ISBN 4788506661
- Questions of Faith: A Skeptical Affirmation of Christianity, (Blackwell, 2004).

森本あんり・篠原和子訳 『現代人はキリスト教を信じられるかーー懐疑と信仰のはざまで』（教文館, 2009年） ISBN 9784764266797

### 共著
- The Social Construction of Reality: A Treatise in the Sociology of Knowledge, with Thomas Luckmann, (Doubleday, 1966).

山口節郎訳『日常世界の構成――アイデンティティと社会の弁証法』（新曜社, 1977年）
改訳新版『現実の社会的構成――知識社会学論考』（新曜社, 2003年）
- Sociology: A Biographical Approach, with Brigitte Berger , (Basic Books, 1972, 2nd ed., 1975).

安江孝司他訳『バーガー社会学』（学習研究社, 1979年） ISBN 4051047938
- The Homeless Mind: Modernization and Consciousness, with Brigitte Berger and Hansfried Kellner, (Penguin, 1974).

高山真知子他訳『故郷喪失者たち――近代化と日常意識』（新曜社, 1977年）
- Sociology Reinterpreted: An Essay on Method and Vocation, with Hansfried Kellner, (Anchor Press/Doubleday, 1981).

森下伸也訳『社会学再考――方法としての解釈』（新曜社, 1987年）
- The War over the Family: Capturing the Middle Ground, with Brigitte Berger, (Anchor Press/Doubleday, 1983).

### 編著
- Marxism and Sociology: Views from Eastern Europe, (Meredith Co., 1969).
- The Other Side of God: A Polarity in World Religions, (Anchor Press/Doubleday, 1981).

岩松浅夫他訳『神の知られざる顔――宗教体験の根本構造』（教文館, 1985年）
- Capitalism and Equality in America, (Hamilton Press, 1987).
- The Capitalist Spirit: Toward a Religious Ethic of Wealth Creation, (ICS Press, 1990).
- The Limits of Social Cohesion: Conflict and Mediation in Pluralist Societies, (Westview Press, 1998).
- The Desecularization of the World: Resurgent Religion and World Politics, (Ethics and Public Policy Center, 1999).

### 共編著
- Against the World for the World: the Hartford Appeal and the Future of American Religion, co-edited with Richard John Neuhaus, (Seabury Press, 1976).
- Many Globalizations: Cultural Diversity in the Contemporary World, co-edited with Samuel P. Huntington, (Oxford University Press, 2002).